# محمدمهدی شهریاری
محمدمهدی شهریاری (زادهٔ ۱۳۴۳ در مانه و سملقان)، دانش‌آموختۀ دانشکده روابط بین‌الملل وزارت امور خارجه و نماینده دوره دوازدهم مجلس شورای اسلامی از حوزه انتخابیه بجنورد، مانه و سملقان، گرمه، جاجرم و راز و جرگلان است.
وی پیش‌تر استاندار آذربایجان غربی در دولت دوازدهم و نماینده حوزه انتخابیه بجنورد، مانه و سملقان، گرمه، جاجرم و راز و جرگلان در دورهٔ هشتم مجلس شورای اسلامی و سر کنسول ایران در فرانکفورت آلمان بوده‌است.
وی برای دومین بار در دوازدهمین انتخابات مجلس شورای اسلامی از حوزه انتخابیه بجنورد، مانه و سملقان، گرمه، جاجرم و راز و جرگلان از استان خراسان شمالی با ۷۶ هزار و ۶۷ رأی به عنوان نماینده مجلس شورای اسلامی انتخاب شد.

## مشاجرۀ لفظی با هادی بهادری نمایندۀ ارومیه
هادی بهادری، نمایندۀ ارومیه در مجلس، در طول سخنرانی خود به مناسبت روز کارگر به‌صورت غیرمستقیم چندین بار اقدام به طعنه و کنایه زدن به استاندار می‌کند اما در بخشی از سخنان خود، خاطرنشان می‌شود:«برخی سعی می‌کنند تا بگویند ما باعث شدیم تا صادرات بیشتر شود، در حالی که در کشور سیب‌زمینی و پیاز را به مردم نمی‌فروشند و بازار داخلی فلج می‌شود تا برای سود بیشتر این محصولات را صادر می‌کنند. البته منظور من فرد خاصی از جمله رئیس‌جمهور، استاندار یا هر شخص دیگری نیست، من به جای همه آنها از مردم عذرخواهی می‌کنم که نمی‌توانیم شرایط را درست ارزیابی کنیم.»
بهادری در بخش دیگری از سخنان خود از قول یکی از مسئولان استان می‌گوید:«طبق اعلام مرکز آمار ایران در آذربایجان‌غربی در سال ۹۷ نسبت به سال ۹۶بیکاری سه درصد افزایش داشته است.» در اینجا محمدمهدی شهریاری این آمار را «دروغ» می‌خواند و متذکر می‌شود «این آمارِ سال۹۶ به ۹۵ است»-در آن مدت شهریاری استاندارنبوده است-. بهادری پس از مدتی کوتاه جر و بحث قهر کرده و سالن را ترک می‌کند که البته او را برمی‌گردانند. این بار شهریاری با اعلام اینکه قصد سخنرانی نداشته ولی برای پاسخگویی به اظهارات نماینده پشت تریبون می‌رود، یک به یک موارد طرح شده توسط بهادری را با ارائه آمار رد می‌کند. در ادامه ماجرا شهریاری خطاب به بهادری می‌گوید:«پرونده پول‌های شما در دست من است، در زمان مسؤولیت شما در ستاد احیا چرا ۵۰ میلیون تومان به یک هیئت عزادارای پول داده شده است، در پرونده فساد بانک تجارت موارد بسیاری است، اینجا ما با فساد مبارزه می‌کنیم، همه انتقادات به دلیل کشف پشت پرده‌های فساد ۳۰۰ میلیارد تومان پول‌های سوخت است در آن زمان شما معاون عمرانی استاندار بودید چرا جلوی فساد سوخت را نگرفتید؟»
در این زمان بهادری از جای خود بلند شده و می‌خواهد به پشت تریبون رفته و پاسخ دهد که شهریاری می‌گوید:«اکنون نوبت من است و ادامه می‌دهد، هرکس در روند توسعه استان خلل وارد کند با سند و مدرک جوابش را خواهیم داد.»
در این حال بهادری خطاب به شهریاری می‌گوید: دو سال است که مدام از فساد حرف می‌زنید اسامی این فاسدان را نام ببرید و شهریاری پاسخ می‌دهد:«خودت. یکی از این مفسدان تو هستی و امشب اسامی را حتماً اعلام می‌کنم.» حاضران شهریاری را تشویق کرده و درخواست می‌کنند که اجازه داده شود تا این سخنرانی‌ وی ادامه پیدا کند.
پس از آن اسلام صادقی، رئیس خانه کارگر آذربایجان‌غربی برای بار دوم پشت تریبون قرار گرفته و از سیاسی شدن واحدهای تولید صنعتی استان انتقاد کرده و می‌گوید:«یک نماینده مجلس چرا باید به خود اجازه دهد تا سؤال کند شورای اسلامی کار در کدام واحد قرار دارد و بهادری به عنوان یک نماینده منتقد به کارگران جواب دهد در این چندین سال کدام درد کارگران را شنیده است و کدامین بودجه‌ها را برای واحدهای تولیدی استان گرفته است و چرا اجازه نمی‌دهد شهریاری به عنوان مدیری مدبر به برنامه‌های توسعه‌ای خود در استان ادامه دهد؟»

## اعتراضات دی‌‌ماه ۹۶
محمدمهدی شهریاری، استاندار آذربایجان غربی در دی‌ماه ۱۳۹۶با اشاره به تجمعات شکل گرفته در این استان، گفت: «حساب مردم عادی از اغتشاشگران و کسانی که قصد تهییج مردم را داشتند جداست.»
استاندار آذربایجان غربی با بیان اینکه «پس از آغاز تجمعات مسالمت‌آمیز مردم در مشهد ادامه این حرکت توسط رسانه‌های معاند منحرف شد»، افرود: تجمعات مردم و خواسته‌های به‌حق اقتصادی آن‌ها توسط معارضان جمهوری اسلامی به حاشیه برده شد و عده‌ای از فضای به وجود آمده سوءاستفاده کرده و مسائل دیگری را مطرح کردند.
شهریاری در ادامه افزود: «قطعاً موج ایجادشده توسط رسانه‌های معاند خارجی در روزهای آینده برطرف می‌شود و تنها در آن صورت می‌توان انتظار داشت که مشکلات اقتصادی مردم با چاره‌اندیشی و حسن نیت دولت در آینده‌ای نزدیک رفع شود.»
استاندار آذربایجان غربی با تایید بازداشت تعدادی از شهروندان در جریان اعتراضات دی‌ماه ۱۳۹۶ در این استان گفت: «این شلوغی‌ها با هدف ضربه زدن به رشد و توسعه کشور از سوی بیگانگان ساماندهی می‌شوند لذا مردم باید هوشیاری خود را حفظ کرده و با تجربیاتی که از ابتدای پیروزی انقلاب به دست آورده‌اند پشت پرده این اتفاقات را شناسایی کرده و مانع از این شوند که آنها به اهداف شوم خود دست یابند. افراد انگشت‌شمار دستگیرشده در تجمعات پس بررسی موضوع و اثبات اینکه این افراد قصد تحریک مردم و سوءاستفاده از فضای به وجود آمده را نداشتند آزاد می‌شوند. علیرضا رادفر، معاون سیاسی و امنیتی استاندار آذربایجان غربی در رابطه با اعتراضات مردمی شکل‌گرفته در این استان گفت در برخی از تجمعات هیچ نشانی از مشکلات اقتصادی در مطالبات وجود نداشته بلکه «شعارهای ساختارشکنانه» سر داده می‌شود و در ادامه شهروندان معترض را اینگونه توصیف کرد: «عده‌ای قصد دارند با پرچمداری رسانه‌های استکباری و معاند منطقه مشکلات اقتصادی مردم را بهانه‌ای برای رسیدن به اهداف شوم خود قرار دهند.»
معاون سیاسی و امنیتی استاندار آذربایجان غربی در ارتباط با بازداشت‌شدگان در جریان اعتراضات دی‌ماه ۹۶ در شهرستان ارومیه اعلام کرد: «ده نفر از افرادی که قصد تحریک مردم را داشتند دستگیر شدند که پس از بررسی‌های لازم و در صورت اثبات بی‌گناهی آزاد می‌شوند و با افرادی که مستند در جهت تهییج مردم به اعمال هنجارشکن اقدام کرده بودند برخورد قانونی صورت می‌گیرد. 

## اعتراضات آبان ۹۸
محمدتقی اوصانلو، فرمانده قرارگاه حمزه سیدالشهدا در آبان ماه ۱۴۰۰ در مراسم تودیع و معارفه استاندار جدید آذربایجان غربی گفت: «در سالهای گذشته که استان چند بحران اساسی همچون بیماری کرونا و وقوع زلزله قطور را تجربه کرد با مدیریت بسیار خوب و جهادی آقای شهریاری و هماهنگی بسیار نزدیک‌شان با نیروهای مسلح از این مشکلات به خوبی عبور کردیم که جا دارد از زحمات وی قدردانی کنیم.»
محمدمهدی شهریاری در تاریخ ۳۰ آبان ۱۳۹۸ «با بیان اینکه هدف استکبار، تجزیه ایران است»، گفت: «اصلاح قیمت سوخت بهانه‌ای بود تا بار دیگر دسیسه‌های شوم خود را به مدد برخی عوامل داخلی وابسته از طریق ایجاد اغتشاش و ناامنی در بطن جامعه دنبال کنند که به مدد حضور مردم و نقش آفرینی ستودنی نیروهای انتظامی و امنیتی این توطئه نیز خنثی شد.»
مسعود خرم‌نیا، فرمانده انتظامی آذربایجان غربی نیز طی این جلسه اعتراضات مردمی آبان در این استان را به «ضدانقلاب» نسبت داد و در رابطه با نقش ناجا در جریان ناآرامی‌ها گفت: «با اقدامات گسترده انتظامی و امنیتی و همت سپاه و مرزبانی و اطلاعات، نقشه‌های دشمن در استان نقش برآب شد.